# 戸塚修
戸塚 修（とつか おさむ、1952年6月9日 - ）は、日本の作曲家、編曲家、キーボーディスト。静岡県出身。
慶應義塾大学法学部政治学科卒。映像作品の音楽を手掛ける他、筒美京平作品等、歌謡曲の編曲も数多く行っている。池毅との共作も多い。『超獣機神ダンクーガ』においては、レノン＝マッカートニーのように、池と戸塚のどちらが作った曲も共作とすることに決めていたという。テレビアニメ等のBGMも数多く手がける。

## 受賞作品
1987年、近藤真彦「愚か者」で第29回日本レコード大賞編曲賞受賞。

## 音楽担当作品

### テレビ
- 星銃士ビスマルク（1984年）
- 超獣機神ダンクーガ（1985年）※池毅との共作
- 家族ゲームスペシャル アニキの家庭教師は花の女子大生・なのダ（1985年）
- 鎧伝サムライトルーパー（1988年）
- 魔法のエンジェルスイートミント（1990年）
- あしたへフリーキック（1992年）
- 電光超人グリッドマン（1993年）
- 十二戦支 爆烈エトレンジャー（1995年）※池毅との共作

### 映画
- 機動戦士SDガンダム（1988年）
- ウルトラニャン2 ハッピー大作戦（1998年）※池毅との共作

### OVA
- 超獣機神ダンクーガ 失われた者たちへの鎮魂歌（1986年）※池毅との共作
- 禁断の黙示録 クリスタル・トライアングル（1987年）※池毅との共作
- 超獣機神ダンクーガ GOD BLESS DANCOUGA（1987年）※池毅との共作
- 新キャプテン翼（1989年）
- 超獣機神ダンクーガ 白熱の終章（1989年）※池毅との共作
- ウルトラマン超闘士激伝（1996年）※池毅との共作

## 楽曲提供
- 近藤真彦
  - ジャスト ア ダンス（1981年）
- 八神純子
  - 時の流れに（1978年）※八神との共作

## 編曲
- 浅香唯
  - セシル（1988年）
- 麻倉未稀
  - ロマンスは熱いうちに -The City of Romance-（1984年、協和発酵・焼酎「SUN」イメージソング）
  - リメンバー・ターン、Marvelous Night（b/w）（1984年）
  - RUNAWAY（1985年、『乳姉妹』主題歌）
- 飯塚雅弓
  - アクセル（1997年）
- 生稲晃子
  - 忘れたいのに（1989年）
- 石井明美
  - CHA-CHA-CHA（b/w）「愛は嵐」（1986年）
  - L' MANANT（ラマン）（b/w）「春のまどろみ」（1987年）
  - JOY（b/w）「やさしい人」（1987年）
  - オリジナル・アルバム『Mona Lisa』『Joy』収録曲多数
- 石川さゆり
  - 鴎という名の酒場（1980年）
- 岩井小百合
  - 涙のシルエット（1985年）
- 岡田奈々
  - 湘南海岸通り
- 男闘呼組
  - Midnight Train （1988年）
  - アルバム『男闘呼組』（1988年）
    - ルート・17
    - 別離のハイウェイ
    - KIDS
    - ROLLIN' IN THE DARK
    - MEN'S BUGI
    - 不良
- 柏原芳恵
  - 渚で瞳にアイ ラブ ユウ（1984年）
  - 4月の手紙（1989年）
  - あなたならどうする（1989年）※いしだあゆみのカバー
- 小比類巻かほる
  - Never Say Good-Bye（1985年、『ポニーテールはふり向かない』主題歌）
  - City Hunter〜愛よ消えないで〜 (1987年、シティーハンター主題歌)
- 近藤真彦
  - ホンモク・ラット（1980年）
  - 哀しきハイスクール（1981年）
  - ヨイショッ!（1985年）／B面：黄昏サンセット（1985年）
  - 愚か者（1987年）
  - さすらい（1987年）
- 西城秀樹
  - 涙のスローモーション（エンドレス・サマー収録曲）
  - BIG SUNSHINE（1980年、『BIG SUNSHINE/西城秀樹』）
- 酒井法子
  - ノ・レ・な・いTeen-age（1987年）
- 榊原郁恵
  - 夢みる想い（1980年）
- 佐々木幸男
  - 君は風（1976年）
  - セプテンバー・バレンタイン（1978年）
- 沢田富美子
  - 五月の色（1981年）
- 沢田聖子
  - In My Heart（1995年）
  - Respect（1997年）
  - PRESENT（1998年、『笑顔がいちばん!』テーマ曲）
- ザ・リリーズ
  - 遠いふるさと（1979年）
- 椎名恵
  - 今夜はANGEL（1986年、『ヤヌスの鏡』主題歌）
  - 愛は眠らない -Have you never been mellow-（1986年、『花嫁衣裳は誰が着る』主題歌）
  - LOVE IS ALL〜愛を聴かせて（1986年、『おんな風林火山』主題歌）
  - 悲しみは続かない（1986年、『このこ誰の子?』主題歌）
  - THE WIND（1987年、『プロゴルファー祈子』主題歌）
  - 風が吹いて季節が変わる
  - こんな晴れた午後に
  - ささやかな喜び
  - 週末に彼がいる
  - たぶん彼女も水の星座
  - 一日前のBirthday
  - 彼女の選択
  - 午後10時からの不在
  - それから受話器を置いた
  - IF YOU NEED
  - あなたを想う
- 少年隊
  - ダイヤモンド・アイズ（1986年）
  - FRIDAY NIGHT（1986年）
  - 君がいない（1987年）
- 竹内まりや
  - 遠く離れて（When you're so far away）（1980年）
- 中島みゆき
  - りばいばる（1979年）
  - ピエロ（1979年）
- パティ
  - ブルー・マイ・ラヴ（1981年）
  - 愛のカントリー・ソング （1981年）
- 布施明
  - カルチェラタンの雪（1979年）
- 松居直美
  - TALK TO ME（1986年、『天使のアッパーカット』主題歌）
- 松木美和子
  - お人形（1978年）
- MIE
  - NEVER（1984年、『不良少女とよばれて』主題歌）
- 水谷麻里
  - ポキチ・ペキチ・パキチ（1987年）
  - バカンスの嵐（1987年）
- 宮崎美子
  - 黒髪メイド・イン・Love（1982年）
- 八神純子
  - 思い出は美しすぎて（1978年）
  - 時の流れに（1978年）
  - 追慕（1978年）
  - バースデイ・ソング（1979年）
  - アダムとイブ（1979年）
  - 冬（1980年）
- 薬師寺容子
  - 原宿物語（1990年）
  - でもね…（1991年）
- 和田アキ子
  - 抱かれ上手（1990年）

### アニメ・特撮
- ヤマトよ永遠に（1980年）
  - 愛の生命（挿入歌 歌：岩崎宏美）
- 重戦機エルガイム（1984年）
  - 風のノー・リプライ（オープニングテーマ 歌：鮎川麻弥）
  - 傷ついたジェラシー（挿入歌 歌：鮎川麻弥）
- 超獣機神ダンクーガ（1985年）
  - 愛よファラウェイ（オープニングテーマ 歌：藤原理恵）
  - バーニング・ラヴ（エンディングテーマ 歌：いけたけし）
  - I THINK OF YOU（挿入歌 歌：いけたけし）
  - WE ARE THE ONES（挿入歌 歌：いけたけし）
  - ほんとのキスをお返しに（オープニングテーマ 歌：藤原理恵）
  - SHADOWY DREAM（エンディングテーマ 歌：東郷昌和）
- がんばれスイミー（1986年）
  - がんばれスイミー（テーマソング 歌：子門真人）
  - スイミーの子守唄～マリンスノー～（エンディングテーマ 歌：子門真人）
- 超獣機神ダンクーガ 失われた者たちへの鎮魂歌（レクイエム）（1986年）
  - Dear Dancer（挿入歌 歌：藤原理恵）
- トゥインクルハート 銀河系までとどかない（1986年）
  - yes,we are open!（エンディングテーマ 歌：山本百合子、岡本麻弥、柴田由美子）
- シティーハンター（1987年）
  - City Hunter〜愛よ消えないで〜（オープニングテーマ 歌：小比類巻かほる）
- 世界忍者戦ジライヤ（1988年）
  - ジライヤ（オープニングテーマ 歌：串田晃）
  - SHI・NO・BI '88（エンディングテーマ 歌：串田晃）
- 劇場版レディレディ!!（1988年）
  - 風が運ぶ予感（エンディングテーマ 歌：守谷香）
- 鎧伝サムライトルーパー（1988年）
  - サムライハート（オープニングテーマ 歌：森口博子）
  - BE FREE（エンディングテーマ 歌：森口博子）
- 機動戦士ガンダム0080 ポケットの中の戦争（1989年）
  - いつか空に届いて（オープニングテーマ 歌：椎名恵）
  - 遠い記憶（エンディングテーマ 歌：椎名恵）
- ドラゴンボールZ（1989年）
  - 僕達は天使だった（エンディングテーマ 歌：影山ヒロノブ）
- 超電動ロボ 鉄人28号FX（1992年）
  - フューチャー・ヒーロー（オープニングテーマ 歌：長沢ヒロ（ - 第24話）、清水咲斗子（第25話 - ））
  - 僕らは冒険者（初代エンディングテーマ 歌：金田探偵事務所）
  - GET YOUR DREAM（2代目エンディングテーマ 歌：清水咲斗子）
- 七つの海のティコ (1994年)
  - Sea loves you（オープニングテーマ 歌：篠塚満由美）
  - Twinkle Talk（エンディングテーマ 歌：篠塚満由美）
  - 海で会えるよ（挿入歌 歌：篠塚満由美）
- 赤ずきんチャチャ（1994年）
  - 笑顔が好きだから（エンディングテーマ 歌：沢田聖子）
  - 夢を忘れない（挿入歌 歌：沢田聖子）
  - 君色思い（ビデオソフト用オープニングテーマ 歌：沢田聖子）※SMAPが歌った放送用オープニングテーマのカバー
- 劇場版Dr.スランプ アラレちゃん ほよよ!!助けたサメに連れられて…
  - んちゃ!DEチャ・チャ・チャ（エンディングテーマ 歌：森の木児童合唱団 ）
- ブルースワット（1994年）
  - TRUE DREAM（オープニングテーマ 歌：前田達也）
  - HELLO THERE!（エンディングテーマ 歌：前田達也）
- 劇場版美少女戦士セーラームーンS（1994年）
  - Moonlight Destiny（エンディングテーマ 歌：朝川ひろこ）
- 美少女戦士セーラームーンSuperS セーラー9戦士集結!ブラック・ドリーム・ホールの奇跡（1995年）
  - Morning Moonで会いましょう（エンディングテーマ 歌：プリティキャスト）
- ウルトラマン超闘士激伝（1996年）
  - 超闘士（スーパーファイター）ウルトラマン（オープニングテーマ 歌：前田達也）
- ウルトラニャン2 ハッピー大作戦（1998年）
  - 不思議猫ウルトラニャン（主題歌 歌：堀内久美子）
  - スキスキ大スキ! ウルトラニャン（挿入歌 歌：堀内久美子）
- 魔法のステージファンシーララ（1998年）
  - Ronde d'Amour（挿入歌 歌：大森玲子）